# Mateus 15

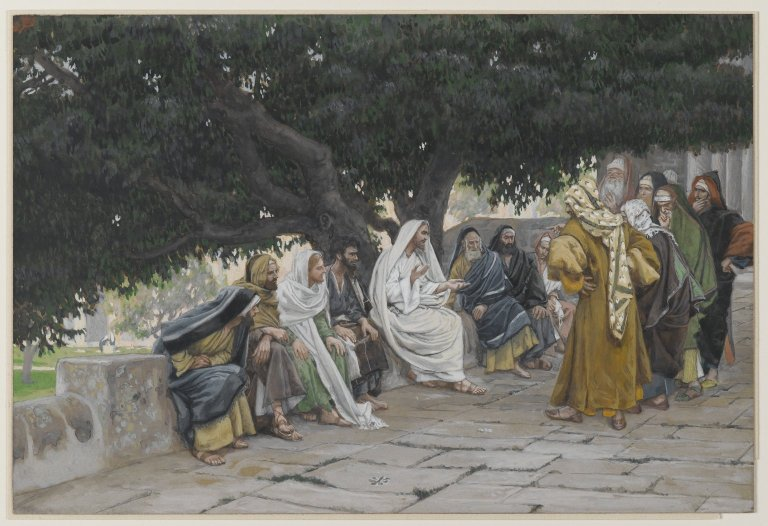
Jesus discutindo com os judeus, um evento comum durante o seu ministério.
Entre 1886 e 1894. Por James Tissot, atualmente no Brooklyn Museum, em Nova Iorque.

Mateus 15 é o décimo-quinto capítulo do Evangelho de Mateus no Novo Testamento da Bíblia e termina a narrativa dos eventos do ministério de Jesus na Galileia. Depois disso,  Jesus começa sua jornada final, contornando a Samaria, passando pela Pereia e atravessando a Judeia até chegar em Jerusalém.

## Tradição e o discurso sobre a contaminação
Este capítulo começa com um desafio dos escribas e fariseus a Jesus sobre a tradição de lavar as mãos ao comer o pão. Jesus, furioso, afirma: «Assim invalidais a palavra de Deus por causa da vossa tradição.» (Mateus 15:6). Logo em seguida, Jesus cita Isaías:
| “ | «Hipócritas, bem profetizou de vós Isaías: Este povo honra-me com os lábios, Mas o seu coração está longe de mim; Adoram-me, porém, em vão, Ensinando doutrinas que são preceitos de homens.» (Mateus 15:7–7) | ” |

| “ | «Disse o Senhor: Como este povo se chega para mim, e com a sua boca e com os seus lábios me honra, mas tem apartado para longe de mim o seu coração, e como o temor que de mim tem, é mandamento de homens que lhes tem sido ensinado.» (Isaías 29:13) | ” |

Logo depois, em Mateus 15:1–20, um trecho que aparece ainda em Marcos 7 (Marcos 7:14–23), Jesus continua seu argumento e afirma que «do coração procedem maus pensamentos, homicídios, adultérios, fornicações, furtos, falsos testemunhos, blasfêmias. Estas coisas são as que contaminam o homem; porém o comer sem lavar as mãos não o contamina.» (Mateus 15:19–20).

## Filha da canaanita
Este é um dos milagres de Jesus relatado em Mateus 15:21–28 e também em Marcos 7 (Marcos 7:24–30). Neste milagre Jesus exorcizou a filha de uma canaanita (ou fenícia) na região de Tiro e Sidom.
Logo em seguida, Jesus saiu dali e voltou ao Mar da Galileia, onde recebeu uma grande multidão de enfermos e curou-os todos (Mateus 15:29–31).

## Alimentando os 4 000

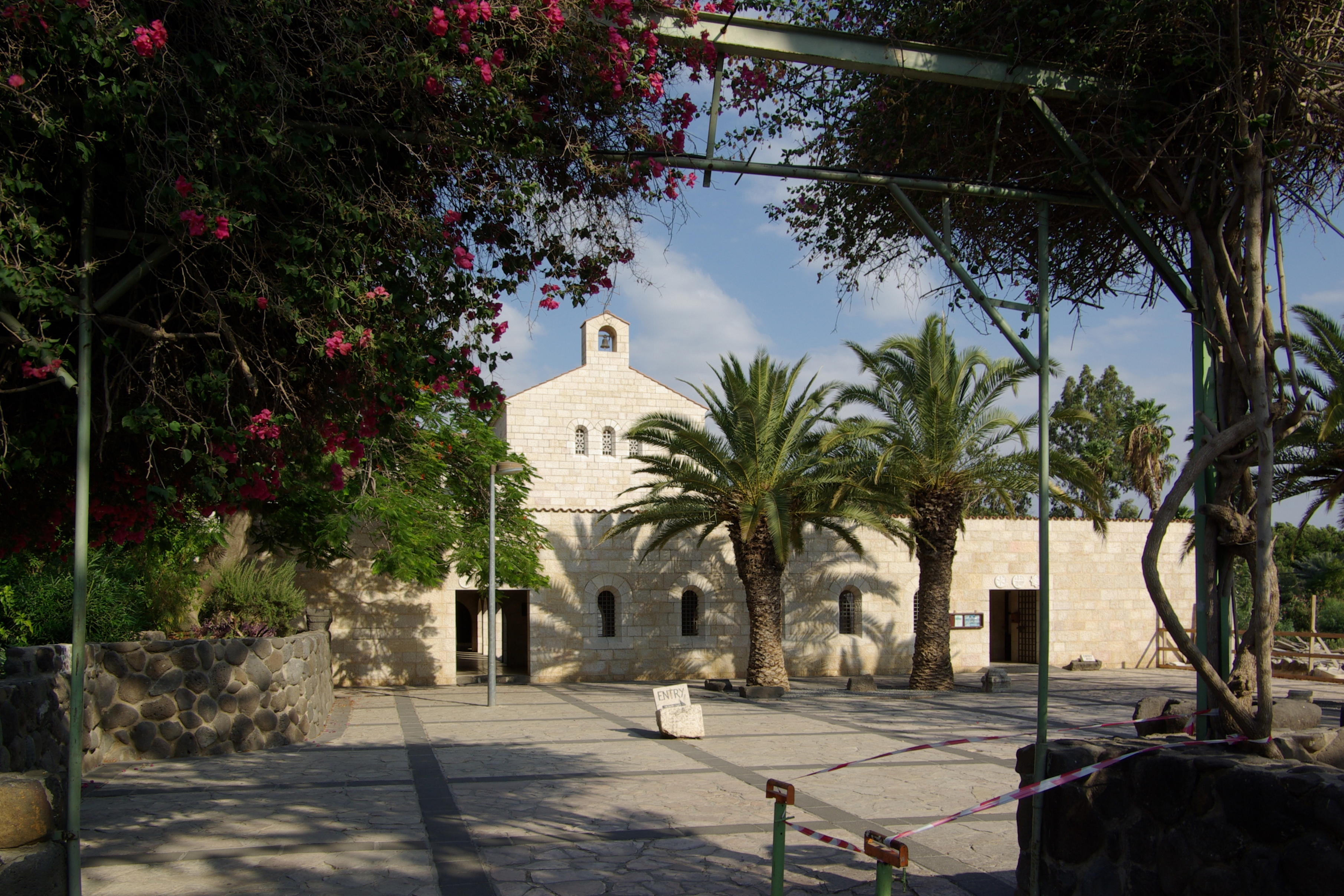
Igreja da Multiplicação, construída no local onde tradicionalmente se acredita ter ocorrido o evento da multiplicação dos pães e peixes relatado em Mateus 14 e 15.

Este milagre aparece em Marcos 8 (Marcos 8:1–9) e Mateus (Mateus 15:32–39). Uma multidão se ajuntara e estava seguindo Jesus. Ele chamou os discípulos e disse "Tenho compaixão deste povo, porque há três dias que estão sempre comigo e nada têm que comer. Não quero despedi-los em jejum, para que não desfaleçam no caminho", ao que os discípulos responderam "Onde encontraremos neste deserto tantos pães para fartar tão grande multidão?". Jesus então perguntou-lhes quantos pães eles tinham e a resposta foi "Sete, e alguns peixinhos." Ele então pediu ao povo que se sentasse e tomou os pães e peixes e agradeceu por eles, quebrando os pães e dando-os aos discípulos que, por sua vez, os distribuíram ao povo. Toda a multidão comeu até estar satisfeita e, depois do milagre, ainda sobraram aos discípulos sete cestos com pedações de pão. O número dos que comeram foi de quatro mil, além das mulheres e das crianças.
Após a multidão ter se dispersado, Jesus embarcou num barco e partiu para as proximidades de Magadan.